# Stefano Martini
Stefano Martini (Alassio, 1605 circa – febbraio 1687) è stato un vescovo cattolico italiano, vescovo di Noli dal 19 febbraio 1646 al febbraio 1687.

## Biografia
Originario di Alassio, si recò a Roma in giovane età per approfondire gli studi, entrando a fare parte della corte del cardinale Giovanni Battista Pamphilj. Essendo il cardinale già avanti con gli anni, ma allo stesso tempo uno dei favoriti alla successione di papa Urbano VIII, Stefano Martini era in dubbio se proseguire o meno la sua carriera presso il cardinale. Per tali motivi pare si sia rivolto a san Giuseppe Calasanzio sperando di avere da lui una conferma su chi sarebbe stato il futuro pontefice. Le aspirazioni di Stefano furono coronate il 15 settembre 1644 con l'elezione al soglio pontificio del cardinale Pamphilj con il titolo di papa Innocenzo X. Quest'ultimo concesse il titolo di prelato al Martini ed infine gli affidò la diocesi di Noli nel 1646.

## Genealogia episcopale
La genealogia episcopale è:
- Cardinale Guillaume d'Estouteville, O.S.B.Clun.
- Papa Sisto IV
- Papa Giulio II
- Cardinale Raffaele Riario
- Papa Leone X
- Papa Paolo III
- Cardinale Francesco Pisani
- Cardinale Alfonso Gesualdo
- Papa Clemente VIII
- Cardinale Pietro Aldobrandini
- Cardinale Laudivio Zacchia
- Papa Innocenzo X
- Cardinale Orazio Giustiniani, C.O.
- Vescovo Stefano Martini